# Balaciu
Balaciu est une commune du județ de Ialomița en Roumanie.